# بیورن ویک
بیورن ویک (انگلیسی: Bjørn Wiik؛ زاده ۱۷ فوریهٔ ۱۹۳۷ درگذشته ۲۶ فوریهٔ ۱۹۹۹) یک دانشمند بود.